# Chaetexorista microchaeta
Chaetexorista microchaeta là một loài ruồi trong họ Tachinidae.